# Brunella Horna
Brunella Natali Horna Bocanegra (Chiclayo, 6 de marzo de 1997) es una modelo, presentadora de televisión, empresaria e influencer peruana. Conocida por haber participado en el programa de telerrealidad Bienvenida la tarde y por conducir programas de espectáculos y magacines en su país.

## Biografía
Proveniente de una familia de clase media, se muda de su ciudad natal Chiclayo a la capital Lima, para estudiar diseño de modas optando con abandonarla más tarde, cambiando de carrera a la de administración de empresas.
Comenzó su carrera como modelo participando en diferentes desfiles de moda. Pero no fue hasta el año 2014 cuando Horna, de solo diecisiete años, se presenta como candidata del concurso de belleza Miss Teen Perú Model, en representación del departamento de San Martín, sin éxito.
Poco tiempo después, alcanzó un reconocimiento en la televisión peruana, incorporándose al reparto principal del programa de telerrealidad Esto es guerra, de América Televisión, desempeñándose como participante en 2014. Horna continuó incorporándose en derivados Bienvenida la tarde y Verano extremo, en que los medios locales la calificaron como chica reality durante el periodo 2014-2016. La personalidad televisiva ganó popularidad con su frase insignia «Olvídate de mi», convertida en una canción producida por el canal Latina.
Tras concluir sus participaciones en la telerrealidad, colabora con el bloque matutino Espectáculos, para Latina como panelista, y al año siguiente se une a la conducción del programa infantil Ven a mi mundo, para Panamericana Televisión, haciendo su debut de manera oficial como presentadora de televisión.
Fuera de su faceta televisiva, Horna se incursionó en el emprendimiento a partir de 2017, fundando su propia línea de ropa femenina Brunella Horna, teniendo como centro de operaciones en el Emporio Comercial de Gamarra, incluyendo un salón de belleza. Hacia 2024, la línea de ropa de Horna es gestionada por su madre y cuenta con 13 sucursales en Lima y Chiclayo. A la par, hizo un cameo en la película Cebiche de tiburón, interpretando a una nadadora. En ese mismo año, estuvo en negociaciones para participar en el certamen Miss Perú 2017, en el cual Horna desistió en concursar, y participó en el programa de telerrealidad de baile El gran show.
Según el trabajador del canal Gianfranco Pérez, en 2018 ATV mantuvo negociaciones para reemplazar a Magaly Medina y ser imagen de un nuevo espacio de entretenimiento, pero no se concretaron. Ya en 2019, retoma oficialmente su faceta como presentadora y asumió la conducción del programa Emprendedor pónte las pilas, por el canal América hasta 2021. Compartió el espacio con otras figuras como Alejandra Baigorria, Sully Sáenz y  Carloncho. En ese mismo año, Horna participa por un breve tiempo en el magacín En boca de todos, lanzando su propia secuencia, «Desestrésate con Brunella», cuya sinopsis es de entrevistas, donde se presentaron diferentes personajes de la farándula peruana.  En 2021, prestó su presencia como colaboradora del programa matutino Mujeres al mando.
En el año 2022, Horna se suma al matinal peruano América hoy como copresentadora, en reemplazo de la actriz y también modelo Melissa Paredes, renunciando a inicios de 2023, por motivos de su embarazo. En el año 2023, regresa a la conducción del formato hasta diciembre de ese año. Durante la emisión del programa, Horna confirma su retiro para dedicarse a su faceta empresarial y su maternidad.

## Vida privada
Brunella Horna mantuvo una relación con el empresario peruano Renzo Costa, desde 2013, cuando ella apenas tenía 16 años. La relación duró hasta principios del 2014, cuando Brunella Horna acusa a Renzo Costa de haberle sido infiel en múltiples ocasiones, incluso le dedicó la canción «Olvídate de mí».
Desde el año 2018, mantiene una relación sentimental con el político y empresario Richard Acuña. Fruto de su relación tuvo a su primer hijo Alessio Acuña, nacido en el año 2023.
En 2025, fue coronada como la reina de Pimentel en un evento privado de la ciudad, que se celebró por todo lo alto y en medio de la controversia por la tragedia de Trujillo que atiende su suegro, el presidente regional César Acuña, ocurrida horas antes. Ese mismo año, fue invitada junto a la delegación de Lambayeque a una de las primeras audiencias privadas del papa León XIV.

## Créditos

### Televisión
| Año              | Título                      | Canal                   | Rol                                                    |
| ---------------- | --------------------------- | ----------------------- | ------------------------------------------------------ |
| 2014             | Esto es guerra              | América Televisión      | Competidora                                            |
| 2014             | Gisela, el gran show        | América Televisión      | Invitada especial                                      |
| 2014             | Bienvenida la tarde         | Latina Televisión       | Competidora                                            |
| 2015             | Bienvenida la tarde         | Latina Televisión       | Competidora                                            |
| Espectáculos     | Panelista                   | Latina Televisión       |                                                        |
| 2016             | Verano extremo              | Latina Televisión       | Competidora                                            |
| 2016             | Ven a mi mundo              | Panamericana Televisión | Copresentadora                                         |
| 2016             | El gran show                | América Televisión      | Participante                                           |
| 2019             | Emprendedor pónte las pilas | América Televisión      | Presentadora                                           |
| 2020             | Emprendedor pónte las pilas | América Televisión      | Presentadora                                           |
| 2021             | Emprendedor pónte las pilas | América Televisión      | Presentadora                                           |
| Mujeres al mando | Latina Televisión           | Colaboradora            |                                                        |
| 2022             | En boca de todos            | América Televisión      | Presentadora de la secuencia Desestrésate con Brunella |
| 2022             | América hoy                 | América Televisión      | Copresentadora                                         |
| 2022-2023        | América hoy                 | América Televisión      | Presentadora                                           |
| 2023-2024        | América hoy                 | América Televisión      | Presentadora                                           |

### Cine
| Año  | Título             | Rol      | Ref    |
| ---- | ------------------ | -------- | ------ |
| 2017 | Cebiche de tiburón | Nadadora | [ 27 ] |

## Discografía

### Sencillos
- «Ya no me busques» (junto a DJ Bryanflow)
- «Olvídate de mí (Autotune Remix)» (junto a Gootunez)